# حجاب (صوتيات)
الحِجَاب أو الغشاء أو الرِّقّ أو الحاجز أو الحِظار (بالإنكليزية: Diaphragm) في مجال الصوتيات هو محول طاقة يهدف إلى تحويل الاهتزازات إلى أصوات أو العكس. عادة ما تكون مصنوعة من غشاء رقيق أو ورقة من مواد مختلفة معلقة عند حوافها. ينقل ضغط الهواء المتغير للموجات الصوتية اهتزازات إلى الحجاب الحجاب والتي يمكن تحويلها بعد ذلك إلى نوع آخر من الإشارات؛ توجد أمثلة على هذا النوع من الأغشية في المِكروفونات وطبلة الأذن البشرية. على العكس من ذلك ، فإن الحجاب الذي يهتز بمصدر للطاقة يدق عكس الهواء ما ينتج عنه موجات صوتية. ومن الأمثلة على هذا النوع من الأغشية أقماع مكبر الصوت وأغشية سماعة الأذن والأبواق الهوائية.